# Gillis van Coninxloo

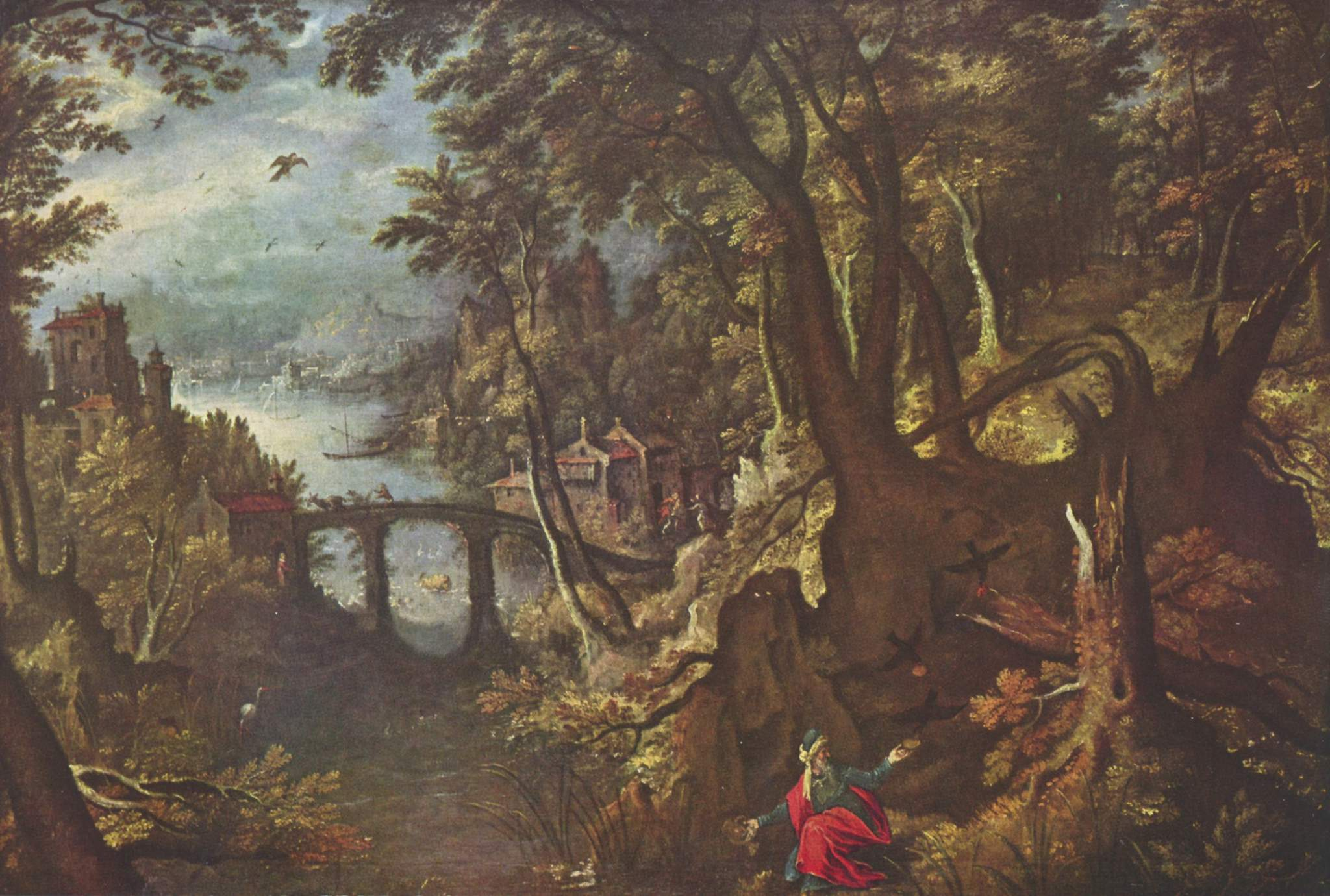
Pejzaż z Eliaszem karmionym przez kruka (koniec XVI wieku)

Gillis van Coninxloo (ur. 24 stycznia 1544 w Antwerpii, poch. 4 stycznia 1607 w Amsterdamie) – flamandzki malarz leśnych krajobrazów, uznawany za najwybitniejszego twórcę dzieł o tej tematyce.

## Życiorys
W 1570 roku został przyjęty jako mistrz (wijnmeester) do gildii św. Łukasza w Antwerpii. Studiował pod okiem takich malarzy jak: Pieter Coecke van Aelst, Lenaert Kroes II i Gillis Mostaert I. Swoją karierę rozpoczął we Francji, w 1587, ze względu na prześladowania religijne (był protestantem), wyemigrował do Frankenthal (Pfalz) w Niemczech, później przeniósł się do Amsterdamu, gdzie spędził resztę życia.

## Twórczość
Specjalizował się w leśnych pejzażach; uznawany jest za najwybitniejszego twórcę dzieł o tej tematyce. Jego twórczość wywarła duży wpływ na takich znanych artystów jak: Jan Brueghel, Schonbroeck, Savery, a także na innych flamandzkich i holenderskich malarzy krajobrazów okresu przejściowego.
Coninxloo jest uznawany za twórcę i prekursora nowego podejścia w malowaniu lasów. Wcześniej leśne pejzażey wykorzystywane były jako odległe tło, natomiast na pierwszym planie przedstawiano ludzi – Gillis van Coninxloo zmienił to, poprzez wkomponowanie małych postaci ludzkich wśród drzew, często w przesadzonej skali.
Uczniami malarza byli m.in. jego syn Gillis van Coninxloo III oraz Pieter Brueghel (młodszy), Willem van den Bundel, Hercules Seghers, Jacques van der Wijen

## Dzieła
W malarstwie Coninxloo bardzo widoczny jest jego stopniowy rozwój i coraz lepszy kunszt malarski. Przykładowe obrazy wystawiane są w znanych galeriach, m.in. w Liechtensteinie, Wiedniu, Stuttgarcie, Strasburgu, Grazu.
- "The Judgment of Midas" (Drezno)
- "Latona" (Ermitaż, Petersburg)
- "Landscape with Venus and Adonis" (Frankenthal (Pfalz))